# مارگارت لین زویر
مارگارت لین زِویر (انگلیسی: Margaret Lin Xavier؛ به تایلندی: มาร์กาเร็ต ลิน เซเวียร์؛ ۲۹ مه ۱۸۹۸–۶ دسامبر ۱۹۳۲) یا خون یینگ سیویسانواجا (انگلیسی: Khun Ying Srivisanvaja) که در افواه به عنوان دکتر لین شناخته می‌شد، یک پزشک زن اهل تایلند بود. او اولین زن تایلندی بود که موفق به دریافت مدرک پزشکی شد.

## مرگ
زویر با انسفالیت مبتلا شد و به دلیل عوارض آنفلوانزا در ۶ دسامبر ۱۹۳۲ درگذشت. او هنگام مرگ ۳۴ سال داشت.
در ۲۹ مه ۲۰۲۰ موتور جستجوی گوگل به مناسبت ۱۲۲مین سالروز تولد مارگارت لین زویر و به افتخار او گوگل دودل صفحه اصلی خود را در تایلند به تصویری از او تغییر داد.